# Il commesso
Il commesso (The Assistant) è un romanzo di Bernard Malamud pubblicato nel 1957 presso Farrar, Straus and Giroux. In italiano è uscito anche con il titolo de Il giovane di bottega. Ambientato a Brooklyn e ispirato dall'infanzia dello scrittore, è il racconto di Morris Bober, immigrato ebreo dalla Russia zarista che possiede un negozio di alimentari e che assume Frank Alpine, giovane sbandato di origini italiane che ha una relazione con sua figlia Helen. Per lei il giovane si convertirà all'ebraismo.

## Trama
Morris Bober, il proprietario ebreo sessantacinquenne di un negozio di alimentari vecchio stile, si trova in una situazione di indigenza mentre i suoi clienti lo abbandonano a favore di negozi più moderni. La situazione si aggravata una notte, quando viene tenuto sotto tiro con una pistola nel suo negozio deserto, da un paio di teppisti mascherati. Il pistolero lo picchia, il complice lo soccorre ma Bober viene lasciato con una ferita alla testa debilitante. Proprio in quel momento, Frank Alpine fa la sua comparsa. 
Egli è un vagabondo venticinquenne della costa occidentale, cresciuto in un orfanotrofio dopo che suo padre l'ha abbandonato. Lasciata una casa adottiva abusiva per vivere da vagabondo, si dirige verso est nella speranza di trovare opportunità per cambiare la sua vita. (Più tardi si rimprovererà di aver avuto molte opportunità ma inevitabilmente di aver fatto qualcosa per rovinarle).
Frank inizia a perseguitare Morris offrendosi di lavorare senza paga come suo assistente, sostenendo che questo gli darà l'esperienza da usare in una futura ricerca di lavoro. Il droghiere, indebolito dall'assalto e tentando di recuperare la salute senza il beneficio delle cure mediche, accetta e dispone che lui abbia vitto e alloggio grazie agli inquilini del piano di sopra, una giovane coppia italo-americana, e gli fornisce un po' di soldi in tasca. Solo a questo punto viene rivelato al lettore che Frank fosse il complice del bandito nel rapimento.
Frank lavora con impegno per migliorare la situazione del negozio e il suo servizio attento conquista i clienti. L'aumento di reddito che ne risulta è stato integrato da Frank che ha rinunziato di nascosto, in discrete quantità, alla sua parte della paga. Contemporaneamente, tuttavia, inizia a rubacchiare dalla cassa, giustificandosi rivendicando come ricompensa per il suo contributo alla migliore situazione del negozio, tenendo un resoconto del suo piccolo furto con l'intenzione di restituirlo appena possibile. Morris e sua moglie Ida, quest'ultima particolarmente a disagio con la presenza dell'aiutante, attribuiscono il miglioramento al fatto che "preferiscono uno di loro" e Morris insiste nell'offrire a Frank più soldi. Durante le pause della giornata lavorativa le conversazioni degli uomini toccano questioni filosofiche e personali, e Frank lotta privatamente con il proprio dilemma etico.
Mentre Morris è notevolmente tollerante verso gli altri, Ida è preoccupata dalla vicinanza del giovane italo-americano alla figlia ventitreenne della coppia, Helen, single e che vive a casa. Helen è corteggiata dai figli degli altri due ebrei del vicinato, entrambi giovani con buone prospettive finanziarie, ma i suoi sogni di una vita migliore includono il vero amore. Lei aspira anche all'istruzione universitaria, ma ha messo da parte i suoi piani per il momento per andare a lavorare come segretaria, dato che il suo stipendio è necessario per integrare le magre entrate derivate dal negozio.
Helen e Frank iniziano a notarsi e tra loro si sviluppa una storia d'amore. Condividono un interesse per i libri e discutono i loro sogni per il futuro. I loro incontri clandestini crescono in intimità fisica, eppure alla richiesta di Helen si interrompono. Proprio quando si rende conto che ama Frank e si è impegnata nel loro rapporto, Morris sorprende il suo assistente nell'atto di rubare. Congeda Frank sul posto, nonostante la confessione e la rivelazione di quest'ultimo che "lo stava restituendo". (Seguirà la sua confessione a Morris del suo ruolo nella rapina). Frank arriva in ritardo all'appuntamento nel parco scelto da Helen, scoprendo che stesse per essere violentata e la salva. Helen è sopraffatta dal sollievo e si aggrappa a Frank, dichiarando il suo amore per lui. Nella sua paura di essere destinato a perderla, quando viene a sapere della sua rapina e licenziamento, Frank l'aggredisce, nonostante la sua protesta ripetuta. Disgustata di se stessa per essersi fidata di lui nonostante i suoi iniziali dubbi, Helen maledice Frank e si rifiuta di rivederlo. Frank si rimprovera ossessivamente, attanagliato dal rimorso e contempla i modi per farsi perdonare. Si scusa profusamente con Helen in ogni occasione, soffocandola con il suo bisogno di redenzione.
Nel frattempo, le prospettive per il negozio sono rimaste negative a causa di diversi eventi e Morris considera misure disperate. Quando viene ricoverato in ospedale dopo aver inalato gas da una lampada che non era riuscito ad accendere (suicidio? Ma afferma che non sia stato intenzionale), Frank torna per gestire il negozio su richiesta di Ida.
Frank decide di essere davvero una brava persona, smettere di rubare e in qualche modo riconquistare l'amore di Helen. Assume un secondo lavoro in un ristorante per pagare il suo debito con Morris e aiutarlo, ma Morris decide di lasciare il suo letto, seppure malato, pur di gettare Frank fuori per sempre, o almeno così pensa.
Morris diventa ansioso per la sua vita e quella dei suoi cari: sua moglie è infelice, sua figlia si avvia verso una vita da zitella ei suoi poveri affari sono ormai solo una prigione. Morris inizialmente rifiuta l'offerta di un conoscente che l'aiuti a bruciare il negozio per ottenere i soldi dell'assicurazione, ma poi appicca un incendio lui stesso. Mentre le fiamme arrivano al suo grembiule e Morris crede di non avere più scampo, Frank arriva e lo salva, ma Morris lo caccia di nuovo.
Poi, dopo la tragedia, le cose iniziano ad andare meglio per i Bobers. Un droghiere in loro competizione si ritrova in difficoltà e il negozio di Morris ne trae beneficio. Una notte, Ward Minogue irrompe nel negozio di liquori di proprietà del rivale di Morris, Karp, rompendo molte bottiglie di liquore e appiccando un incendio che brucia il negozio e l'appartamento al piano di sopra. Minogue muore tentando di sfuggire al fuoco.
Morris si vergogna di aver desiderato la caduta del suo rivale. Karp, sapendo che perderà i suoi affari a favore di Bober mentre viene ricostruito il negozio, si offre di acquistare il negozio di Morris, che accetta pensando di poter dare un futuro migliore alla sua famiglia. Per pochi giorni sono felici. È l'ultimo giorno di marzo e sta cadendo una fitta nevicata. Morris, in un eccesso di positività, esce a spalare il marciapiede, nonostante le molte obiezioni di Ida. Ancora debole per l'incidente del gas, muore tre giorni dopo a causa di una doppia polmonite. Morris è ricordato nel suo semplice servizio di uomo onesto e buon ebreo. 
Frank torna a dirigere il negozio, mentre Helen e Ida piangono privatamente. Il denaro di un secondo lavoro consente a Frank di pagare l'affitto a Ida, ma rovina la propria salute; inoltre, Helen è sempre incattivita con lui.
Frank quindi progetta un piano per cancellare il suo debito con Helen: le cederà tutti i suoi guadagni, in modo che Helen possa andare al college. Dopo diversi dolorosi e imbarazzanti confronti, Helen reinterpreta la notte in cui Frank l'ha violentata, concludendo che si sarebbe concessa a Frank quella notte se Ward Minogue non l'avesse attaccata. Questo addolcisce il suo atteggiamento nei confronti di Frank, perdonandolo per averla violentata. 
Mentre il libro si chiude, Frank sta lavorando nel negozio. Studia l'ebraismo per potersi avvicinare ancora di più ad Helen; dopo la Pasqua, diventa ebreo.

## Opere derivate
- Der Gehilfe (1978), regia televisiva di Ludwig Cremer
- The Assistant (1997), regia di Daniel Petrie

## Edizioni italiane
- Il commesso, trad. di Giancarlo Buzzi, "I coralli" n. 162, Einaudi, Torino 1962; "Nuovi coralli" n. 25, ivi 1972 ISBN 88-06-33886-2
- Il commesso, trad. di Giancarlo Buzzi, con uno scritto introduttivo di Giorgio Manganelli[1], "Einaudi Tascabili" n. 218, Einaudi, Torino 1994 ISBN 88-06-13332-2; "ET" n. 1463, ivi 2007 ISBN 978-88-06-18813-9
- Il commesso, trad. di Giancarlo Buzzi, prefazione di Marco Missiroli, "Classics" n. 47, Minimum fax, Roma 2013 ISBN 978-88-7521-517-0
- Il giovane di bottega in Romanzi e racconti, vol. I. 1952-1966, a cura di Paolo Simonetti, con saggio introduttivo di Tony Tanner, I Meridiani Mondadori 2014 ISBN 978-88-0462-711-1